# 蘇亞雷斯冰川
64°56′S 62°56′W / 64.933°S 62.933°W
蘇亞雷斯冰川（Suárez Glacier），是南極洲的冰川，位於葛拉漢地的丹科海岸，由蘇格蘭地質學家繪入地圖，該冰川現時由南極條約體系管理。